# Bébé fume
Bébé fume és una pel·lícula muda francès dirigida per Louis Feuillade i estrenada el 1910.
Aquesta pel·lícula forma part de la sèrie Bébé.

## Repartiment
- René Dary : Bébé
- Renée Carl : Madame Labèbe, la mama
- Paul Manson : Monsieur Labèbe, el pare
- Jeanne Saint-Bonnet : La minyona